# Napomyza bupleuri
Napomyza bupleuri este o specie de muște din genul Napomyza, familia Agromyzidae, descrisă de Erich Martin Hering în anul 1963.
Este endemică în Germania. Conform Catalogue of Life specia Napomyza bupleuri nu are subspecii cunoscute.